# Middelpolder

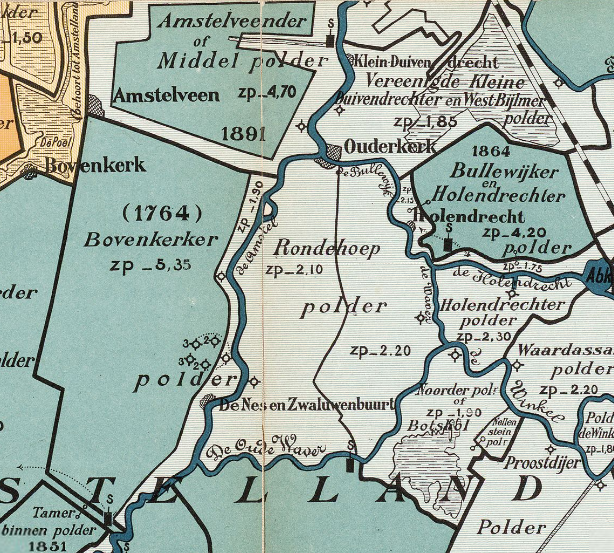
Midden boven de Middelpolder.

De Middelpolder, ook wel Middelpolder onder Amstelveen of Amstelveenderpolder genoemd, is een polder van ruim 585 hectare groot en 4,70 m diep gelegen in Amstelveen in Noord-Holland. De polder is gelegen ten zuiden van de Binnendijkse Buitenvelderse polder, ten noorden van de Bovenkerkerpolder, ten oosten van de Buitendijkse Buitenvelderse polder en ten westen van de Amstel.
De noordelijke begrenzing was het 'Kleine Loopveld' (thans Kalfjeslaan), de zuidelijke begrenzing was het 'Grote Loopveld' (thans Ouderkerkerlaan). Tegenwoordig is het grootste deel van de polder bebouwd maar ten oosten van de wijk Bankras/Kostverloren tot de Amstel bestaat de polder nog uit een open gebied, beheerd door Groengebied Amstelland.

## Geschiedenis
In het Amstelland kreeg men steeds meer moeite met de natuurlijke afwatering. Rond 1630 werd besloten tot het oprichten van nieuwe polders, waaronder de Middelpolder, gelegen tussen de Bovenkerkerpolder en de Binnendijkse Buitenvelderse polder. De naam verwijst naar de ligging ten opzichte van de andere polders, in het midden. Halverwege de polder liep van noord naar zuid de Boerenwetering. In het zuiden lag een circa 25 hectare metend meertje, dat Banckenmeer werd genoemd. Later werd dit Bankrasmeer en weer later Pancrassermeer.
In de polder werden sluizen en werden kaden en sloten aangelegd en omstreeks 1640 twee poldermolens gebouwd, een ter hoogte van de buitenplaats Tulpenburg, bij de banpaal aan de Amsteldijk. De andere bij het het huidige Bankraspad, ten zuidwesten van de buitenplaats Oostermeer. Het waren 8-kantige molens die tezamen een oppervlakte van 1.024 ha gingen bemalen. Het bestuur bestond uit vier poldermeesters en een steman (stedeling).
De grond van de Middelpolder was veelal eigendom van Amsterdamse instellingen en burgers. Er vestigden zich ook welgestelde Amsterdammers. Vooral nabij de Amstel verrezen fraaie buitenplaatsen. Daarnaast waren er veel boerenbedrijven met zowel landbouw als veeteelt. Amsterdam was een goede afzetmarkt voor de zuivelproducten.
Al in de 18e eeuw waren er verzoeken om de polder te vervenen, maar deze vonden geen gehoor. Omstreeks 1830 waren er weer plannen om de polder te vervenen, mede omdat de afwatering te wensen overliet. Dit werd niet toegestaan voor de voltooiing van de drooglegging van het Haarlemmermeer.
In 1843 werd uiteindelijk toch toestemming gegeven om het zuidelijke deel van de polder te vervenen en het duurde tot 1867 totdat uiteindelijk het veenland was veranderd in een waterplas. In 1879 werd gestart met de droogmaking. Met behulp van een stoomgemaal werd de polder drooggemalen. Men wilde 679 ha vervenen, maar het werd uiteindelijk ruim 585 ha. Hierbij verdween ook het Bankrasmeer dat na vergraving in de nieuwe droogmakerij werd opgenomen. Ook de Boerenwetering verdween ten zuiden van de Kalfjeslaan van de kaart. Binnen de nieuwe polder bleven aan de oostkant enkele niet-uitgeveende delen bestaan. Dit waren onder andere terreinen bij de Bankrasweg die eigendom waren van het Amsterdamse Burgerweeshuis. Tussen 1868 en 1888 werd ook het noordelijke deel verveend en in 1892 was de droogmakerij gereed en werd de veenderij geliquideerd.
Het oorspronkelijke dorp bevindt zich ten zuidwesten van de polder. Sinds de jaren dertig, maar vooral in de jaren zestig, werd de polder grotendeels bebouwd. In het oosten bleef een open gebied gehandhaafd, waar weide, beplanting, plasjes, poeltjes met oevers en ook moerasgebieden elkaar afwisselen. Buiten het broedseizoen, na 15 juni en tot 15 maart, kan men vrij door de weilanden lopen over graspaden met klaphekjes en voetbruggetjes. Ook zijn er nog steeds een aantal agrarische bedrijven gevestigd.